# Teoría de la conspiración sobre el recuento de cadáveres de Clinton

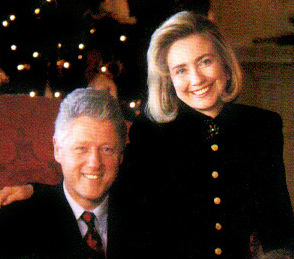
Bill y Hillary Clinton en 1997

El recuento de cadáveres de Clinton es una teoría conspirativa que afirma que el expresidente de Estados Unidos Bill Clinton y su esposa, la ex Secretaria de Estado Hillary Clinton, han mandado asesinar en secreto a sus oponentes políticos, hasta un total de 50 o más. Tales alegaciones han circulado desde al menos 1994, cuando una película llamada The Clinton Chronicles, producida por Larry Nichols y promovida por el reverendo Jerry Falwell, acusaba a Bill Clinton de múltiples crímenes, incluido el asesinato. Entre otros promulgadores de la conspiración se encuentran el editor de Newsmax Christopher Ruddy, la congresista Marjorie Taylor Greene y otros. 
Varias fuentes han desacreditado la teoría de la conspiración, como el Congressional Record, el Lakeland Ledger, el Chicago Tribune, Snopes y otros; señalando los detallados registros de defunción, el inusualmente amplio círculo de asociados que es probable que tenga un presidente, y el hecho de que muchas de las personas enumeradas habían sido identificadas erróneamente o seguían vivas. Otras no tenían ningún vínculo conocido con los Clinton.

## Historia
El Congressional Record (1994) condena la lista. Al citar un artículo publicado en U.S. News & World Report (8 de agosto de 1994) por Greg Ferguson y David Bowermaster: "Sea lo que sea, Bill Clinton probablemente lo hizo", se determinó que la lista original, titulada "Clinton Body Count: ¿Coincidencia o el beso de la muerte?", fue compilada por la abogada y activista Linda Thompson. El informe concluía que "Thompson admite que no tiene 'ninguna prueba directa' de que Clinton matara a nadie. De hecho, afirma que las muertes probablemente fueron causadas por 'personas que intentaban controlar al presidente', pero se niega a decir quiénes eran."

## Presuntas víctimas

### C. Victor Raiser II
C. Victor Raiser II fue copresidente nacional de finanzas de Bill Clinton. Murió en un accidente de avión junto con su hijo y otras tres personas el 30 de julio de 1992, durante un viaje de pesca. Los teóricos de la conspiración creen que el accidente fue provocado deliberadamente, pero la Junta Nacional de Seguridad en el Transporte lo calificó de accidente:
[La causa probable del accidente fue la decisión tardía del piloto de invertir el rumbo y su incapacidad de mantener la velocidad durante la maniobra. Los factores relacionados con el accidente fueron: terreno montañoso y techo bajo.

### Mary Mahoney
Mary Mahoney era una antigua becaria de la Casa Blanca que, a principios del verano de 1997, fue abatida a tiros durante un intento de robo en el interior del Starbucks del suburbio de Georgetown, en Washington D. C. donde Mahoney trabajaba detrás del mostrador. El atracador entró en la tienda y disparó a Mahoney después de que ella intentara quitarle el arma. Después disparó a dos empleados del Starbucks y huyó. Sin embargo, los teóricos de la conspiración creen que Mahoney fue asesinada por orden de los Clinton.

### Vince Foster
El consejero adjunto de la Casa Blanca, Vince Foster, fue hallado muerto en el parque Fort Marcy de Virginia, a las afueras de Washington D. C., el 20 de julio de 1993. La autopsia determinó que había recibido un disparo en la boca, pero no se encontraron otras heridas en su cuerpo. Cinco investigaciones oficiales dictaminaron que su muerte fue un suicidio, pero sigue siendo objeto de teorías conspirativas según las cuales en realidad fue asesinado por los Clinton por saber demasiado.

### Seth Rich

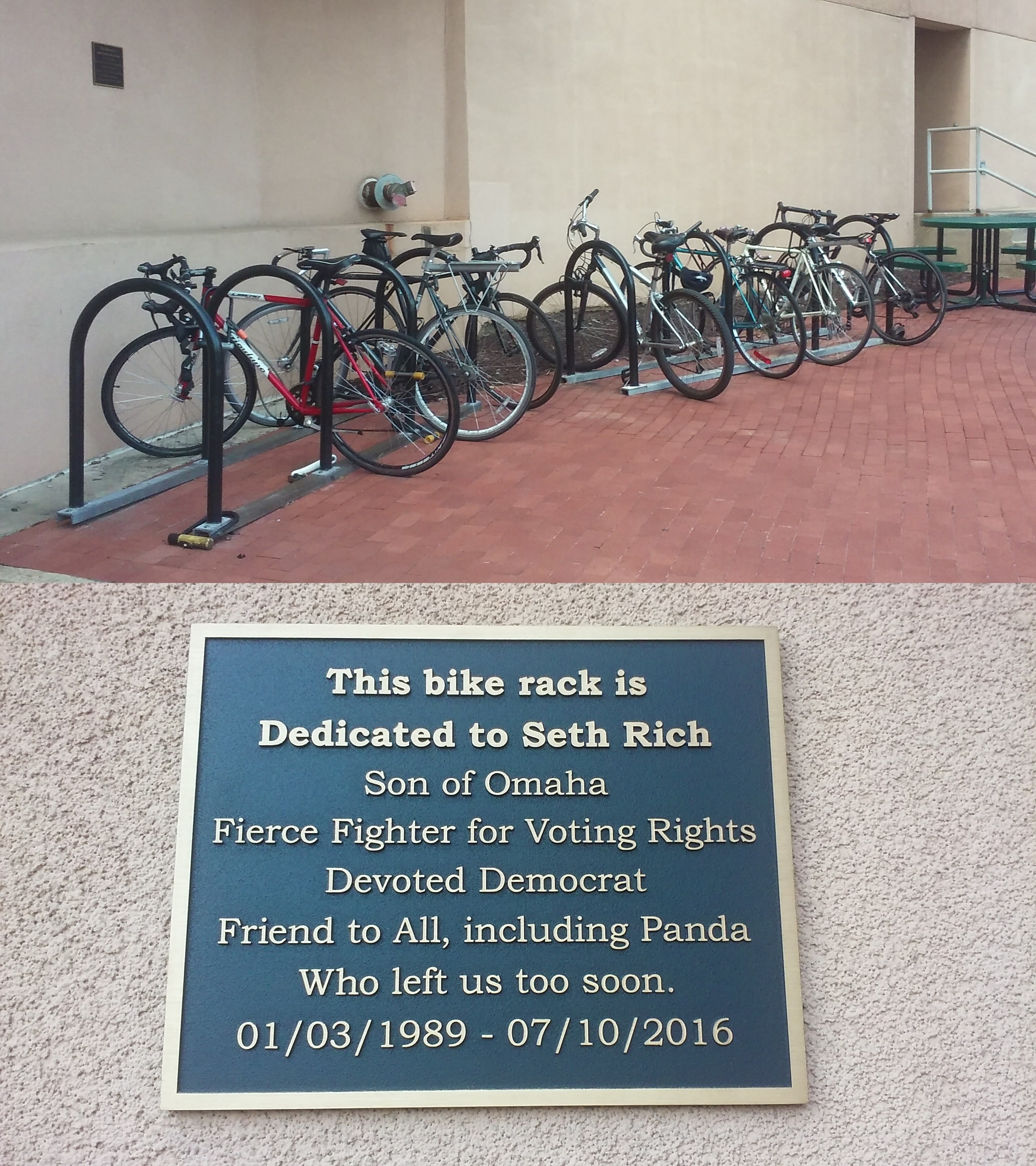
Aparcabicicletas dedicado a Seth Rich, que según los teóricos de la conspiración fue asesinado por los Clinton

El asesinato sin resolver en 2016 de Seth Rich, miembro del personal del Comité Nacional Demócrata, llevó a los teóricos de la conspiración a especular con que Hillary Clinton había organizado su muerte; la teoría se basaba en un desmentido informe de Fox News, posteriormente retractado, según el cual Rich había sido responsable de la publicación por Wikileaks de correos electrónicos del Comité Nacional Demócrata durante la campaña presidencial de 2016 en Estados Unidos. Varios elementos de esta teoría han sido promovidos por Julian Assange y destacadas figuras de la derecha como Alex Jones, Newt Gingrich y Sean Hannity.

### Jeffrey Epstein
El delincuente sexual convicto Jeffrey Epstein, detenido por cargos federales de tráfico sexual infantil, fue encontrado muerto en su celda en el Centro Correccional Metropolitano de alta seguridad en Manhattan el 10 de agosto de 2019. Una autopsia oficial declaró posteriormente que la causa de la muerte fue un suicidio por ahorcamiento. Su muerte dio lugar a teorías conspirativas que se retransmitieron en las redes sociales, especialmente relacionadas con Bill Clinton y el expresidente Donald Trump. Horas después de la muerte de Epstein, Trump retuiteó afirmaciones de que la muerte de Epstein estaba relacionada con Clinton, incluyendo el hashtag #ClintonBodyCount. Lynne Patton, nombrada por Trump en el Departamento de Vivienda y Desarrollo Urbano, dijo "¡¡¡Hillary'd!!!" y utilizó el hashtag #VinceFosterPartTwo en un post de Instagram sobre la muerte de Epstein. El comentarista político Dinesh D'Souza intentó utilizar el tiempo que pasó en un centro correccional federal para dar autoridad a la teoría de la conspiración de que los Clinton fueron responsables de la muerte de Epstein.

### Christopher Sign
El reportero Christopher Sign dio a conocer la noticia de una reunión el 27 de junio de 2016, en la pista del Sky Harbor de Phoenix, entre el expresidente Bill Clinton y la entonces fiscal general Loretta Lynch. El momento de la reunión se produjo durante las elecciones presidenciales de 2016, cuando la entonces candidata Hillary Clinton estaba bajo escrutinio por la forma en que manejó ciertos correos electrónicos durante su mandato como Secretaria de Estado de Estados Unidos. Sign fue hallado muerto en su casa de Alabama el 12 de junio de 2021. Su muerte está siendo investigada como un suicidio. Varias figuras de la derecha, entre ellas Lauren Boebert, Dan Bongino y Charlie Kirk, así como el canal de noticias por cable pro-Trump One America News Network, sugirieron que Sign había sido asesinado por los Clinton.

### Jovenel Moïse
El presidente haitiano Jovenel Moïse fue asesinado el 7 de julio de 2021, cuando hombres armados atacaron su residencia en Pèlerin 5, un distrito de Pétion-Ville. Martine Moïse, primera dama de Haití, fue hospitalizada por las heridas sufridas durante el ataque. Algunos teóricos de la conspiración de derechas han afirmado que los Clinton estuvieron implicados en la muerte de Moïse, señalando las controversias políticas relacionadas con la ayuda prestada a Haití por la Fundación Clinton, como los remolques de aulas "a prueba de huracanes" que resultaron ser estructuralmente inseguros y estar impregnados de formaldehído. Los seguidores de la teoría de la conspiración QAnon, que afirman que Donald Trump está librando en secreto una guerra contra una cabale de traficantes de niños que incluye a los Clinton, discutieron mucho la idea de que tuvieron algo que ver con el asesinato. El debate sobre esta afirmación infundada hizo que el término "Clintons" se convirtiera en una de las principales tendencias en Twitter.

## Otros
Otras personas vinculadas al recuento de cadáveres de Clinton son:
- Jim McDougal, socio financiero de los Clinton en la empresa inmobiliaria que desembocó en el escándalo Whitewater. McDougal murió de un ataque al corazón en el Correccional Federal de Fort Worth, Texas, el 8 de marzo de 1998.[3]
- John F. Kennedy Jr. era, según las encuestas, el demócrata más popular de Nueva York. Según sus amigos, Kennedy consideró la posibilidad de aspirar al escaño del senador saliente Daniel Moynihan en las elecciones al Senado de los Estados Unidos por Nueva York de 2000[35] pero murió en un accidente de aviación el 16 de julio de 1999. Hillary Clinton fue elegida para ocupar el escaño vacante de Moynihan el 7 de noviembre de 2000.[36][37]
- Edward Eugene Willey, Jr., un recaudador de fondos de Clinton cuya esposa, Kathleen Willey, denunció en el programa 60 Minutes de la CBS que Bill Clinton la había agredido sexualmente el 29 de noviembre de 1993. Kathleen también testificó en la demanda por acoso sexual de Paula Jones contra Clinton. Edward fue encontrado muerto en los bosques de Virginia, y su muerte fue declarada suicidio.[38][39][40]
- Ron Brown, que fue Secretario de Comercio durante el primer mandato del Presidente Bill Clinton. Anteriormente había sido presidente del Comité Nacional Demócrata. Brown había sido investigado por un abogado independiente por la polémica de la misión comercial del Departamento de Comercio y era un testigo material, que había sido llamado a declarar, en la demanda de Judicial Watch contra el Departamento de Comercio de Clinton.[41][42][43] Él y otras 34 personas murieron en el accidente del Croatia USAF CT-43 en 1996.[44][40]
- Jerry Parks, jefe de seguridad de la sede de Clinton durante su campaña presidencial en 1992,[45] fue asesinado el 26 de septiembre de 1993, cuando salía de un restaurante mexicano a las afueras de Little Rock, Arkansas, por un hombre que viajaba en otro coche y que le disparó diez veces con una pistola de 9mm. El hijo de Parks, Gary, afirmó que su padre reunía un archivo secreto de los "pecadillos" de Clinton, y que su padre utilizaba el archivo para intentar chantajear a la campaña de Clinton.[46][47]
- Jean-Luc Brunel, sospechoso de estar implicado en una red mundial de pedofilia organizada por Epstein, murió por suicidio en prisión antes de ir a juicio, el 19 de febrero de 2022. El senador Ted Cruz intentó relacionar la muerte de Brunel con los Clinton preguntando: "¿Alguien sabe dónde estuvo Hillary este fin de semana?".[48]
- Don Henry and Kevin Ives, dos adolescentes de Arkansas asesinados y cuyos cuerpos fueron colocados en las vías del tren el 23 de agosto de 1987.[49][50]
- Mark Middleton, un líder empresarial de Arkansas, amigo común de Bill Clinton y Jeffrey Epstein, y ex director financiero de la campaña presidencial de Clinton y más tarde asistente especial de Clinton, fue encontrado muerto colgado de un árbol a treinta millas de su casa con una herida de escopeta en el pecho sin arma en el lugar. El 7 de mayo de 2022 La familia de Middleton presentó una orden judicial para impedir que se hicieran públicas las fotos policiales de la escena del crimen, alegando que las imágenes podrían alentar teorías conspirativas. La juez Alice Gray decidirá si las fotografías pueden hacerse públicas.[51][52][53] El informe del forense dictaminó que la muerte fue un suicidio a pesar de que estaba atado a un árbol y no se encontró ningún arma cerca del cuerpo.[54]
- Tweets falsos que decían "Tengo información que conducirá a la detención de Hillary Clinton" fueron supuestamente enviados por personalidades como el célebre chef Anthony Bourdain,[55][56] el jugador de baloncesto Kobe Bryant,[57] la juez del Tribunal Supremo Ruth Bader Ginsburg,[58][59] el ex primer ministro japonés Shinzo Abe[60][61] y la reina Isabel II[62] antes de su muerte.